# Estádio Nacional do Japão

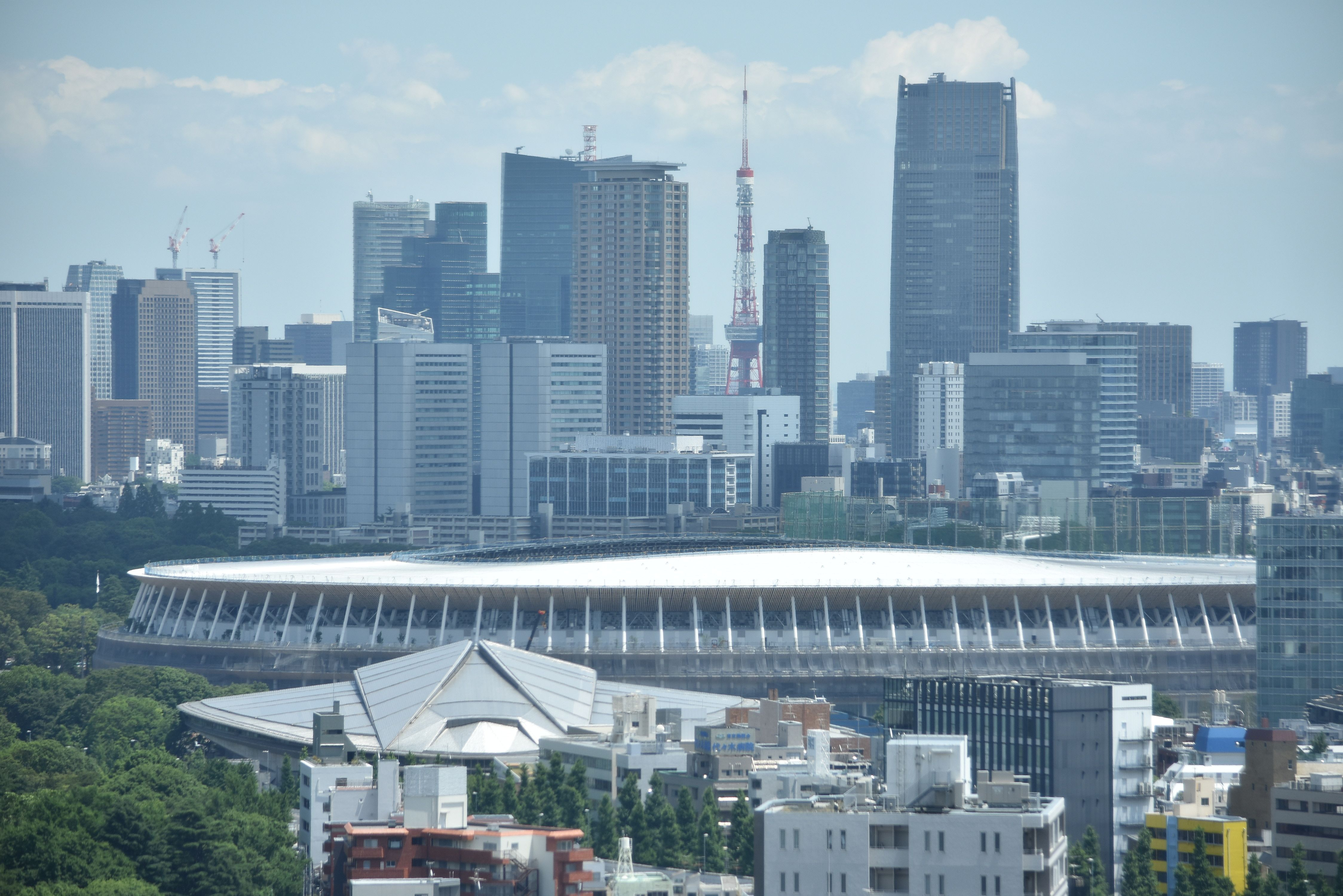

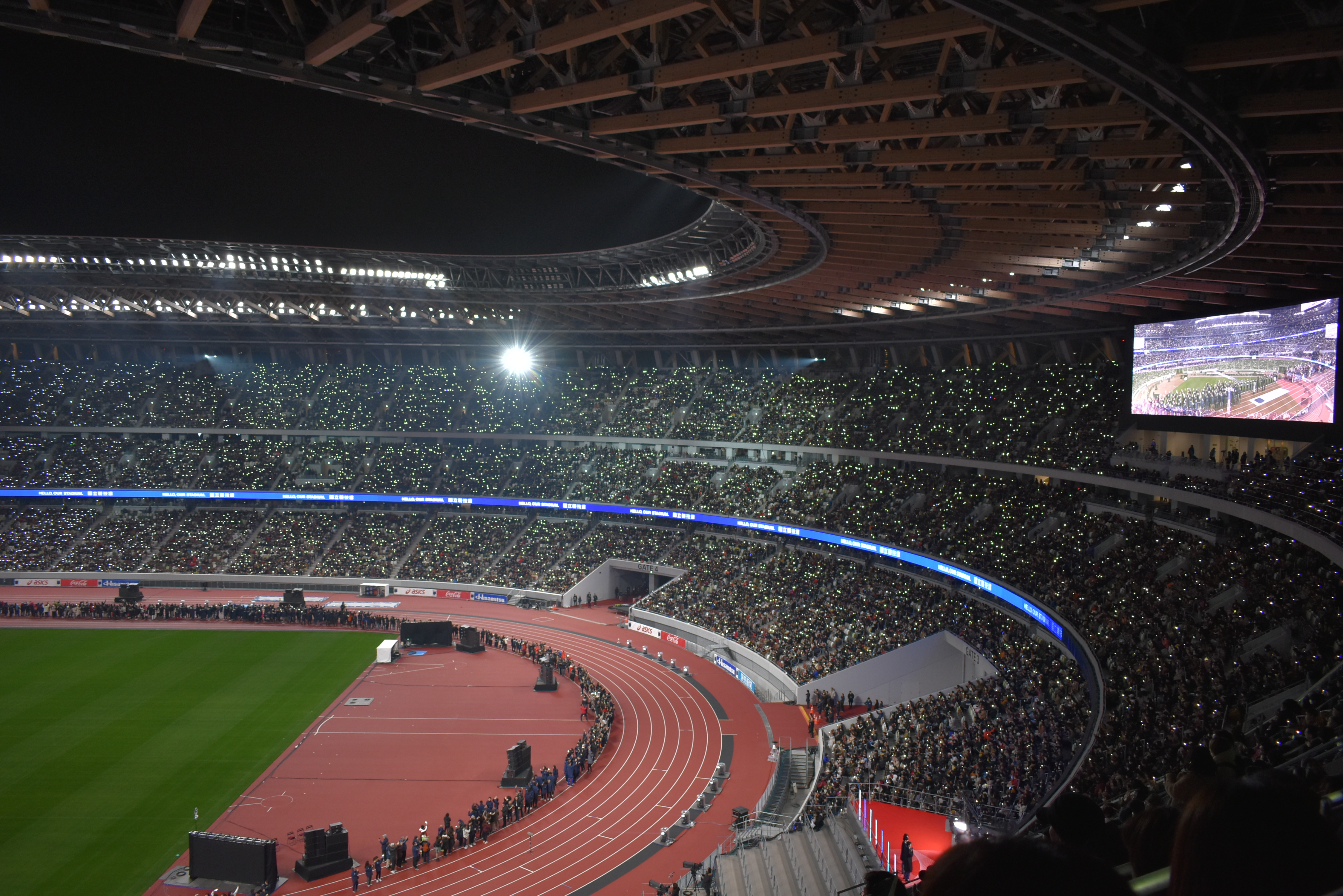

O Estádio Nacional do Japão (新国立競技場, Kokuritsu Kyōgijō) é um estádio multi-uso localizado em Kasumigaoka, Shinjuku, Tóquio, no Japão. O estádio foi o palco para a abertura e encerramento dos Jogos Olímpicos de Verão de 2020, e também sediou os Jogos Paralímpicos de Verão de 2020. Foi inaugurado no final de 2019 depois da demolição do antigo Estádio Olímpico de Tóquio, em 2015.
As obras oficiais começaram em 11 de dezembro de 2016. Os planos originais para o novo estádio foram descartados em julho de 2015 pelo primeiro-ministro japonês, Shinzō Abe, que anunciou uma nova onda após protestos públicos por causa do aumento dos custos da construção. Como resultado, o novo design não esteve pronto para a Copa do Mundo de Rugby de 2019, como inicialmente previsto. Um novo design criado pelo arquiteto Kengo Kuma foi escolhido em dezembro de 2015 para substituir o projeto original e foi concluído em novembro de 2019.

## História
Depois de Tóquio ser escolhida para sediar os Jogos Olímpicos de Verão de 2020, houve rumores de possivelmente renovar ou reconstruir o Estádio Olímpico Nacional. O estádio abrigaria as cerimônias de abertura e encerramento, bem como eventos de pista e campo.
Foi confirmado em fevereiro de 2012 que o estádio seria demolido e reconstruído, e recebido £1 bilhão para a reforma. Em novembro de 2012, as renderizações do novo estádio nacional foram reveladas com base em um projeto da arquiteta Zaha Hadid. O estádio foi demolido em 2015 e o novo foi inaugurado em 16 de dezembro de 2019. O novo estádio é palco de atletismo e da final do futebol feminino, bem como as cerimônias de abertura e encerramento das Olimpíadas.

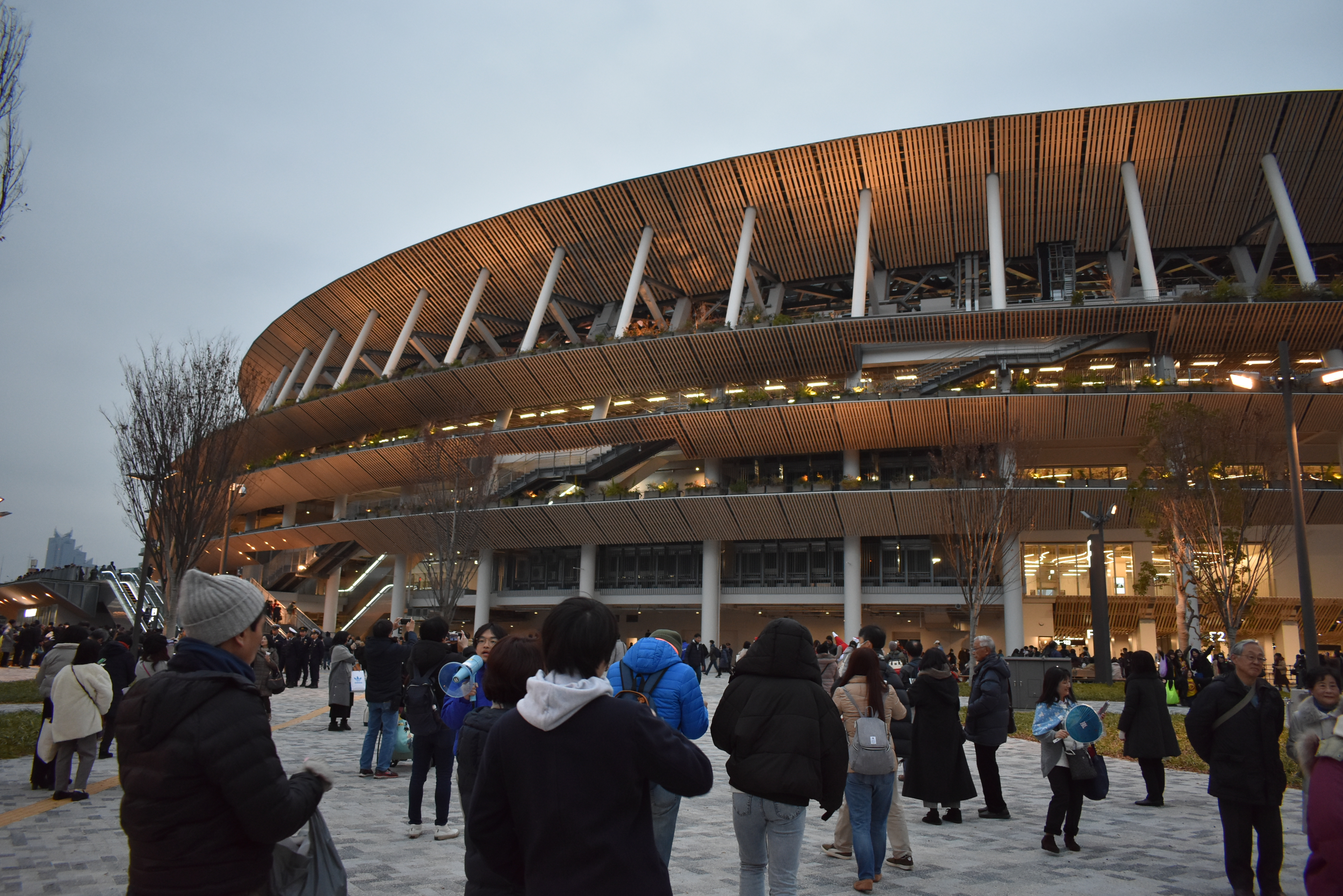
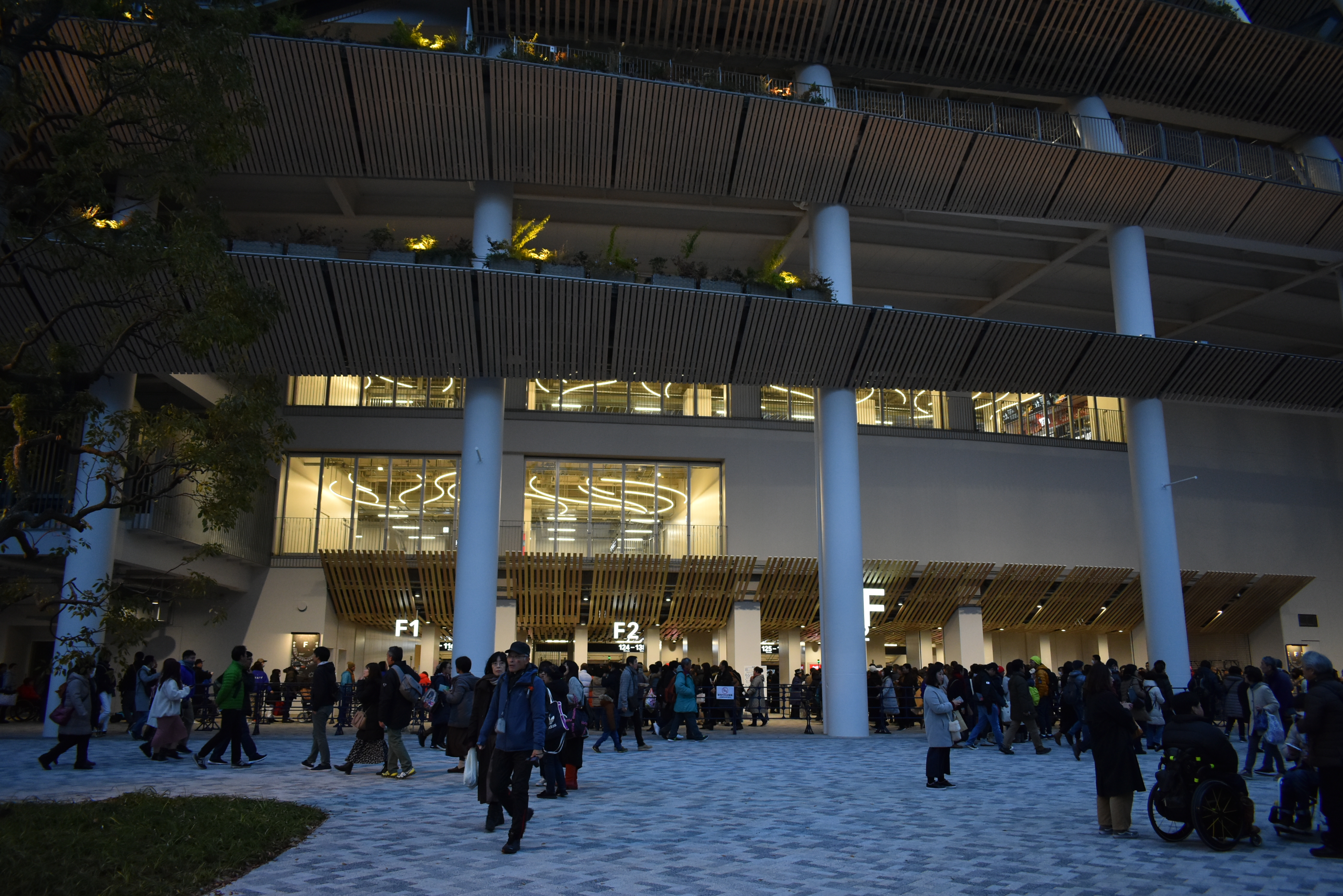
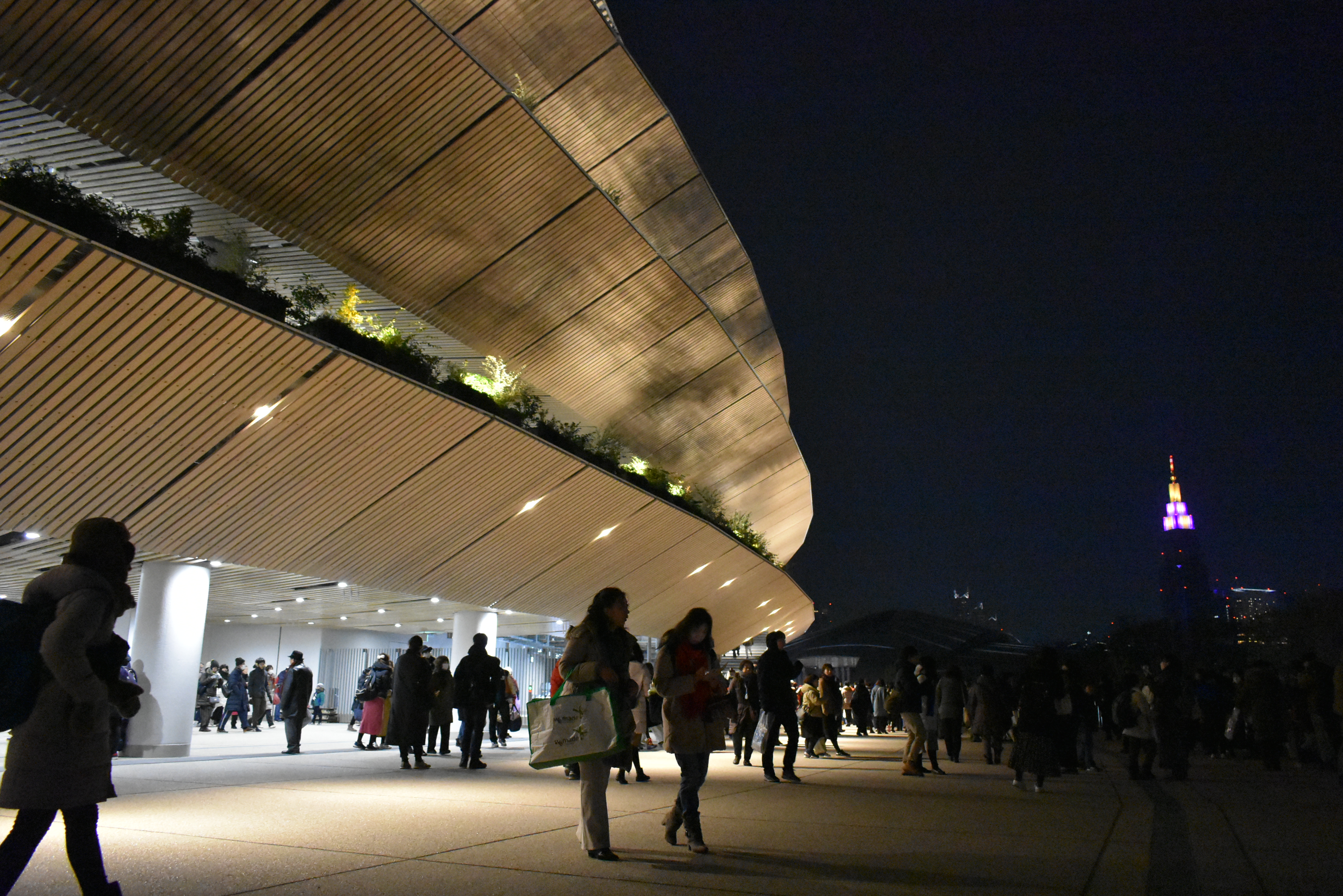